# مگس‌های سرباز چوب
مگس‌های سرباز چوب (نام علمی: Xylomyidae) نام یک تیره از زیرراسته کوتاه‌شاخکان است.